# Lista siturilor arheologice din județul Teleorman - A
Lista siturilor arheologice din județul Teleorman - A conține toate siturile arheologice din județul Teleorman înscrise în Repertoriul Arheologic Național (RAN) și aflate în localități al căror nume începe cu litera A. RAN este administrat de Ministerul Culturii și Patrimoniului Național și cuprinde date științifice, cartografice, topografice, imagini și planuri, precum și orice alte informații privitoare la zonele cu potențial arheologic, studiate sau nu, încă existente sau dispărute.
Puteți căuta un sit din localitățile care încep cu litera A folosind formularul de mai jos sau puteți naviga prin toate siturile din județ la Lista siturilor arheologice din județul Teleorman.
| Cod RAN                                | Denumire | Localitate                      | Adresă                                                                                         | Datare             | Descoperit | Coordonate                                    | Imagine           | Erori            |
| -------------------------------------- | --- | ------------------------------- | ---------------------------------------------------------------------------------------------- | ------------------ | ---------- | --------------------------------------------- | ----------------- | ---------------- |
| 151807.03.01                           | Locuirea Latene de la Alexandria-Strada Fabricii / ansamblu anonim (Categorie: locuire) (Tip: Locuire)                                              | municipiul Alexandria           | Strada Fabricii                                                                                | sec. II-I a. Chr.  |            |                                               | Încărcați imagine | Raportați eroare |
| 151807.04.01                           | Locuirea medieval timpurie de la Alexandria-Str. Mihăița Filipescu / ansamblu anonim (Categorie: locuire) (Tip: Locuire)                            | municipiul Alexandria           | Str. Mihăița Filipescu, punct Str. Mihăița Filipescu la intersecția cu str. Al. Dimitrie Ghica | sec. IX-X          |            | 43°58′23″N 25°20′19″E / 43.97306°N 25.33861°E | Încărcați imagine | Raportați eroare |
| 151807.05.01                           | Locuirea medieval târzie de la Alexandria-Str. Negru Vodă la intersecția cu str. V. Antonescu / ansamblu anonim (Categorie: locuire) (Tip: Locuire) | municipiul Alexandria           | Str. Negru Vodă, Str. V. Antonescu, punct Str. Negru Vodă la intersecția cu str. V. Antonescu  | sec. XVIII-XIX     |            | 43°57′29″N 25°20′26″E / 43.95806°N 25.34056°E | Încărcați imagine | Raportați eroare |
| 151807.01.01 (Cod LMI: TR-I-s-B-14182) | Situl arheologic de la Alexandria - "La Gorgan" / ansamblu anonim (Categorie: locuire civilă) (Tip: Așezare)                                        | municipiul Alexandria           | La Gorgan                                                                                      | Boian              |            | 43°59′16″N 25°19′40″E / 43.98778°N 25.32778°E | Încărcați imagine | Raportați eroare |
| 151807.01.02 (Cod LMI: TR-I-s-B-14182) | Situl arheologic de la Alexandria - "La Gorgan" / ansamblu anonim (Categorie: locuire civilă) (Tip: Așezare)                                        | municipiul Alexandria           | La Gorgan                                                                                      | Gumelnița - A2, B1 |            | 43°59′16″N 25°19′40″E / 43.98778°N 25.32778°E | Încărcați imagine | Raportați eroare |
| 151807.01.03 (Cod LMI: TR-I-s-B-14182) | Situl arheologic de la Alexandria - "La Gorgan" / ansamblu anonim (Categorie: locuire civilă) (Tip: Așezare)                                        | municipiul Alexandria           | La Gorgan                                                                                      | geto-dacică        |            | 43°59′16″N 25°19′40″E / 43.98778°N 25.32778°E | Încărcați imagine | Raportați eroare |
| 151807.02.01 (Cod LMI: TR-I-s-B-14183) | Așezarea Gumelnița de la Alexandria -"Măgura de la podul Nanovului" / ansamblu anonim (Categorie: locuire civilă) (Tip: Așezare)                    | municipiul Alexandria           | Măgura de la podul Nanovului                                                                   | Gumelnița          |            | 43°57′34″N 25°16′02″E / 43.95945°N 25.26722°E | Încărcați imagine | Raportați eroare |
| 154086.01.01 (Cod LMI: TR-I-s-B-14184) | Tell-ul eneolitic de la Albeni - "Gropării" / ansamblu anonim (Categorie: locuire civilă) (Tip: Tell)                                               | sat Albeni, comuna Scurtu Mare  | Gropării                                                                                       |                    |            |                                               | Încărcați imagine | Raportați eroare |
| 154870.01.01 (Cod LMI: TR-I-s-B-14185) | Situl arheologic de la Albești - "Măgura lui Panait" / ansamblu anonim (Categorie: locuire civilă) (Tip: Așezare)                                   | sat Albești, comuna Vedea       | Măgura lui Panait                                                                              | geto-dacică        |            | 44°04′27″N 25°06′11″E / 44.07417°N 25.10306°E | Încărcați imagine | Raportați eroare |
| 154870.01.02 (Cod LMI: TR-I-s-B-14185) | Situl arheologic de la Albești - "Măgura lui Panait" / ansamblu anonim (Categorie: locuire civilă) (Tip: Cetate)                                    | sat Albești, comuna Vedea       | Măgura lui Panait                                                                              | geto-dacică        |            | 44°04′27″N 25°06′11″E / 44.07417°N 25.10306°E | Încărcați imagine | Raportați eroare |
| 152378.01.01                           | Cetatea medievală de la Antonești - "Tinosul" / ansamblu anonim (Categorie: locuire civilă) (Tip: Cetate)                                           | sat Antonești, comuna Călinești | Tinosul                                                                                        |                    |            |                                               | Încărcați imagine | Raportați eroare |
| 152378.02.01 (Cod LMI: TR-I-s-B-14187) | Tell-ul enolitic de la Antonești - "Măgura de la Baltă" / ansamblu anonim (Categorie: locuire civilă) (Tip: Tell)                                   | sat Antonești, comuna Călinești | Măgura de la Baltă                                                                             | Gumelnița          |            | 44°21′37″N 24°55′52″E / 44.36028°N 24.93111°E | Încărcați imagine | Raportați eroare |